# Cortland (New York)
Cortland è una città degli Stati Uniti d'America situata nello Stato di New York e in particolare nella contea di Cortland, della quale è il capoluogo.
Qua è nato il batterista Mark Nauseef. 

## Monumenti e luoghi d'interesse
- Palazzo di Giustizia della contea di Cortland